# Bunaftina
La  bunaftina è un antiaritmico, un principio attivo di indicazione specifica contro le anomalie del ritmo cardiaco (aritmie). Rientra nella classe III.